# Суньер I (граф Пальярса)
Сунье́р I (кат. Sunyer I) (умер в 1010 или 1011) — граф Пальярса (948/950—1010/1011; до 995/1007 — граф-соправитель), граф-соправитель графства Рибагорса (между 1006 и 1008—1010/1011). Младший сын графа-соправителя Пальярса Лопе I и Готруды (Голдреготы), внебрачной дочери графа Сердани Миро II. Брат графов Пальярса Рамона II и Борреля I. Представитель Пальярсской династии.

## Биография
Из-за недостаточного освещения в источниках истории графства Пальярс середины X — начала XI веков, историками до сих пор не установлена точная хронология преемственности местных графов этого времени. Предполагается, что Суньер и его братья могли получить графство или в 948 году, после смерти или ухода в монастырь графа Исарна I, или в 950 году, после смерти бездетного графа Гильема I, сына Исарна. Ко времени получения престола все дети Лопе I были ещё малолетними детьми, поэтому управление графством взяла на себя их мать Готруда, регентство которой продолжалось до самой её смерти в 956 или 963 году. С 963 года старшие братья Суньера, Рамон II и Боррель I, начинают упоминаться в документах с титулами графов Пальярса, с 966 года этот же титул начинает использовать и сам Суньер I. Это свидетельствует о том, что к этому времени он уже стал совершеннолетним.
В 960-е—990-е годы на престоле Пальярса находилось одновременно три графа-соправителя, однако Рамон II, как старший из братьев, имел ведущую роль в управлении графством и его младшие братья находились в зависимом от него положении. Ранее 994 или в 995 году умер второй из сыновей Лопе I, Боррель I, на вдове которого, Эрметруде (Эрменгарде), вероятно, дочери графа Руэрга Раймунда III, Суньер женился. После смерти Борреля власть в графстве некоторое время была разделена только между Рамоном II и Суньером I. Граф Рамон скончался или вскоре после Борреля (возможно, в этом же году), или около 1007, после чего графом Пальярса был провозглашён Суньер, а его соправителем — Эрменгол, старший сын Борреля I. Однако в 1010 году Суньер лишил своего племянника графского титула, объявив графами-соправителями Пальярса своих сыновей Рамона III и Гильема II.
Между 1006 и 1008 годами граф Суньер I вступил во второй брак с графиней Рибагорсы Тодой, бо́льшая часть владений которой незадолго до этого была завоёвана хаджибом Кордовского халифата Абд аль-Маликом аль-Музаффаром. Таким образом, в руках Суньера вновь оказались все владения Пальярсской династии, разделённые после смерти графа Рамона I в 920 году. Выданные Суньеру хартии свидетельствуют, что он в 1008—1010 годах осуществлял вместе с Тодой управление оставшимися в руках христиан землями Рибагорсы, однако ни о каких его попытках отвоевания захваченных маврами земель исторические источники не сообщают.
Последнее достоверное свидетельство о графе Суньере I относится к его участию в соборе Нарбонской митрополии в Сео-де-Уржеле 16 ноября 1010 года, на котором по инициативе местного епископа, святого Эрменгола, в кафедральном соборе города была восстановлена община каноников. Предполагается, что он скончался или ещё в этом же, или уже в следующем году. После смерти Суньера I его владения были разделены. Графство Пальярс поделили между собой два его сына: Рамон III стал первым графом Нижнего Пальярса, Гильем II — первым графом Верхнего Пальярса. Графство Рибагорса не досталось прямым потомкам Суньера: новым правителем здесь по призыву графини Тоды стал её племянник, граф Гильем II.